# 필 브라이언트
듀이 필립 브라이언트(Dewey Phillip Bryant, 1954년 12월 9일 ~ )은 미국의 정치인으로 제64대 미시시피주 주지사이다.

## 학력
- 맥클루어 고등학교 졸업
- 하인즈 커뮤니티 대학교 졸업
- 서던 미시시피 대학교 인문사회 학사
- 미시시피 칼리지 인문사회 석사

## 경력
- 1991.01 ~ 1996.11 미시시피주 하원의원
- 1996.11 ~ 2008.01 제40대 미시시피주 감사관
- 2008.01 ~ 2012.01 제31대 미시시피주 부지사
- 2012.01 ~ 2020.01 제64대 미시시피주 주지사

## 역대 선거 결과
| 선거명      | 직책명                         | 대수 | 정당   | 득표율   | 득표수    | 결과 | 당락                   |
| ----------- | ------------------------------ | ---- | ------ | -------- | --------- | ---- | ---------------------- |
| 1991년 선거 | 하원의원 (미시시피 제59선거구) | -대  | 공화당 | 54.86%   | 5,760표   | 1위  | 미시시피 주의원 당선   |
| 1992년 선거 | 하원의원 (미시시피 제59선거구) | -대  | 공화당 | 단독후보 | 무투표    | 1위  | 미시시피 주의원 당선   |
| 1995년 선거 | 하원의원 (미시시피 제59선거구) | -대  | 공화당 | 단독후보 | 무투표    | 1위  | 미시시피 주의원 당선   |
| 1999년 선거 | 미시시피 감사관                | 40대 | 공화당 | 54.86%   | 396,245표 | 1위  | 미시시피주 감사관 당선 |
| 2003년 선거 | 미시시피 감사관                | 40대 | 공화당 | 76.31%   | 587,212표 | 1위  | 미시시피주 감사관 당선 |
| 2007년 선거 | 미시시피 부지사                | 31대 | 공화당 | 58.59%   | 432,152표 | 1위  | 미시시피 부지사 당선   |
| 2011년 선거 | 미시시피 주지사                | 64대 | 공화당 | 60.98%   | 544,851표 | 1위  | 미시시피 주지사 당선   |
| 2015년 선거 | 미시시피 주지사                | 64대 | 공화당 | 66.38%   | 476,697표 | 1위  | 미시시피 주지사 당선   |